# Carlota de Prusia
Carlota de Prusia (Potsdam, 24 de julio de 1860 - Baden-Baden, 1 de octubre de 1919) fue duquesa de Sajonia-Meiningen como esposa de Bernardo III, el último gobernante del ducado. Fue la segunda descendiente e hija mayor del príncipe Federico de Prusia, miembro de la Casa de Hohenzollern, quien se convirtió en príncipe heredero de Prusia en 1861, y emperador alemán en 1888. A través de su madre Victoria, la princesa Carlota fue nieta mayor de la monarca británica, la reina Victoria, y su consorte, el príncipe Alberto de Sajonia-Coburgo-Gotha.
La princesa fue una niña difícil y una estudiante indolente, con una disposición a la ansiedad. Su relación con su exigente madre fue tensa. A medida que crecía, Carlota desarrolló una inclinación por difundir chismes y causar problemas. Deseosa de escapar del control parental, a los diecisiete años, se casó con el príncipe Bernardo de Sajonia-Meiningen en 1878. La personalidad débil de su marido tuvo poco efecto en ella. Conocida por tener una personalidad excéntrica, la princesa disfrutó de la sociedad berlinesa y con frecuencia dejó sola a su única hija, la princesa Feodora, al cuidado de los miembros de la familia. Carlota y Feodora, a su vez, también tuvieron una relación complicada.
El hermano de Carlota sucedió a su padre como el emperador Guillermo II en 1888, aumentando su influencia social. Durante el reinado de su hermano, fue conocida por sus travesuras y pasó su vida entre episodios de enfermedad, en actividades frívolas y extravagantes. Fue duquesa de Sajonia-Meiningen desde 1914 hasta 1918, cuando fueron abolidos los títulos alemanes tras el final de la Primera Guerra Mundial. Murió al año siguiente de un ataque al corazón en Baden-Baden. Sufrió toda la vida de mala salud. La mayoría de los historiadores ahora creen que tenía porfiria, una enfermedad genética que afectó a otros miembros de la familia real británica.

## Primeros años

### Nacimiento y familia

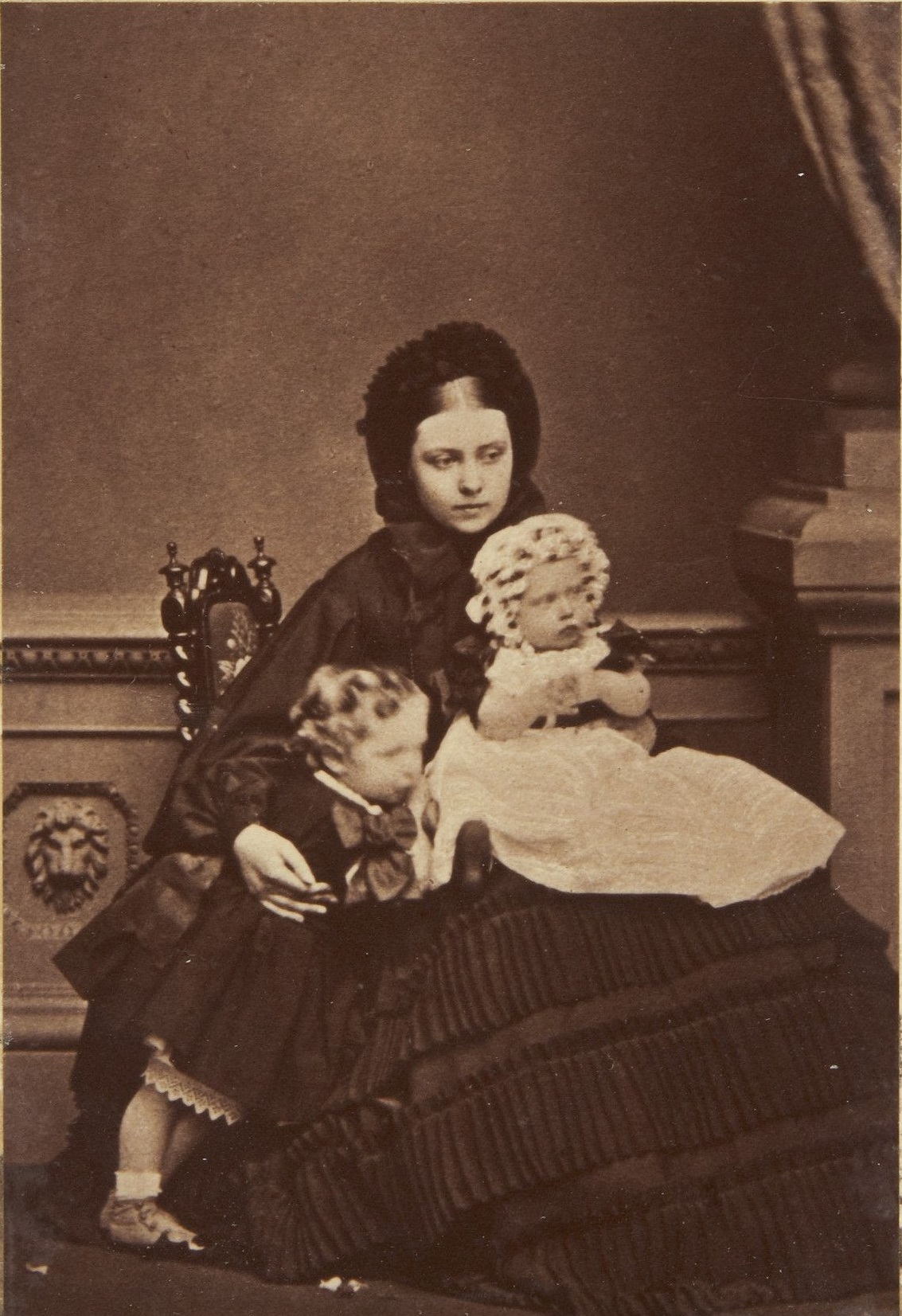
La princesa heredera Victoria con sus dos hijos mayores, el príncipe Guillermo (junto a ella) y la princesa Carlota (en su regazo).

Carlota nació en un parto fácil y era una bebé sana, a diferencia de su hermano mayor, Guillermo, el cual tuvo un alumbramiento complicado. Su abuela, la reina Victoria, quería que su nieta mayor llevara su nombre, sin embargo, los prusianos querían que la nueva princesa se llamara Carlota, en honor a la emperatriz Alejandra Fiódorovna de Rusia (esposa del zar Nicolás I), que había nacido como la princesa Carlota de Prusia. Por compromiso, su primer nombre fue Victoria, sin embargo, siempre se le conoció como Carlota. El segundo nombre fue en honor de la reina Isabel Luisa, el tercero en honor a su abuela paterna, la entonces princesa heredera Augusta. En su familia siempre se la conoció como Charly y a veces Ditta.
La familia paterna de Carlota pertenecía a la Casa de Hohenzollern, una casa real que había gobernado el estado alemán de Prusia desde el siglo XVII. Cuando tenía unos pocos meses, su padre se había convertido en príncipe heredero cuando su padre ascendió al trono prusiano como el rey Guillermo I. La madre de Carlota, Vicky, era la hija mayor de la monarca británica, la reina Victoria, y su esposo Alberto, el príncipe consorte. Carlota y Guillermo fueron los únicos nietos nacidos en vida de Alberto. Él y Victoria visitaron a su hija y sus dos nietos cuando Carlota tenía dos meses; Vicky y Federico a su vez llevaron a Guillermo y Carlota en una visita a Inglaterra en junio de 1861, seis meses antes de la muerte de Alberto.

### Crianza y educación
La creciente familia, que llegó a incluir ocho niños, pasó los inviernos en Berlín y los veranos en Potsdam, el año también incluía generalmente una estadía en el campo, para deleite de los niños. En 1863, Vicky y Federico compraron una propiedad deteriorada y la renovaron para convertirla en una granja, lo que permitió a la familia experimentar periódicamente una vida sencilla en el campo. Federico era un esposo amoroso, pero como oficial del ejército prusiano, sus deberes lo alejaban cada vez más de la casa. Vicky era una madre intelectualmente exigente que esperaba que sus hijos exhibieran un liderazgo moral y político, y en ausencia de su esposo supervisó cuidadosamente su educación y crecimiento. Poco después de llegar a su nuevo país adoptivo, Vicky observó los continuos argumentos e intrigas dentro de la familia real prusiana. Esto reforzó su creencia en la superioridad de la cultura inglesa; crio a sus hijos en guarderías de estilo inglés y fomentó, con éxito, el amor por su país natal al incorporar aspectos de la cultura inglesa en el hogar y llevarlos a viajes frecuentes a Inglaterra.

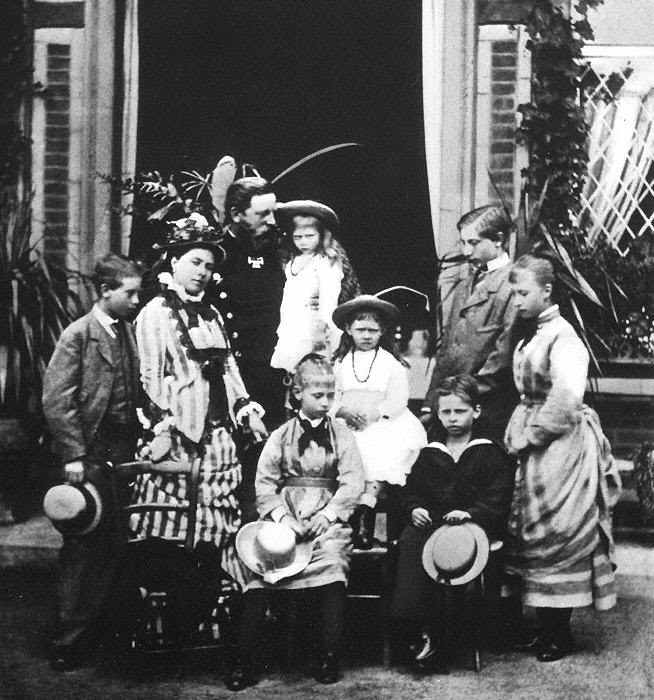
La princesa Carlota con sus padres y hermanos. De pie de izquierda a derecha: el príncipe Enrique, la princesa heredera Victoria, el príncipe heredero Federico con la princesa Margarita, el príncipe Guillermo y la princesa Carlota (a la derecha). Sentados de izquierda a derecha: la princesa Victoria, la princesa Sofía y el príncipe Waldemar (1875).

Si bien Vicky era cercana con su hija mayor, esto cambió a medida que la niña creció; para cuando ella tenía dos años, Carlota se había hecho conocida como la «dulce y traviesa pequeña Ditta» y demostraría ser la más difícil de los ocho hijos de la familia. Cuando era niña, actuaba ansiosamente y hacía frecuentes manifestaciones de agitación, como tirarse de la ropa. Un hábito temprano de morderse las uñas llevó a medidas preventivas como el uso forzado de guantes, pero cualquier método solo proporcionó un alivio temporal. La reina Victoria le escribió a su hija: «dile a Carlota que me horroricé al oír que mordía sus cosas. A la abuela no le gustan las niñas traviesas». En 1863, la princesa heredera registró en su diario que «la pequeña mente de Carlota parece casi demasiado activa para su cuerpo: está tan nerviosa y sensible y tan veloz. Su sueño no es tan profundo como debería ser, y está muy delgada». También desarrolló berrinches violentos; Vicky los describió como «tales brotes de rabia y terquedad que pega alaridos». La joven también tenía bajo peso y una digestión problemática.
Carlota era una estudiante indolente, para consternación de su madre, que valoraba mucho la educación. Su institutriz declaró que nunca había visto «más dificultades» que con la princesa, mientras que Vicky una vez escribió sobre ella en una carta a su madre que «la estupidez no es un pecado, pero hace que la educación sea una tarea dura y difícil». La princesa heredera raramente ocultaba sus verdaderos pensamientos sobre aquellos que la disgustaban y amonestaba sin rodeos a sus hijos, para alentar sus esfuerzos y ayudarlos a evitar la vanidad. Sin embargo, la reina Victoria instó a su hija a motivar a Carlota, en vez de vivir criticándola, pues no podía esperar que la joven princesa compartiera los mismos gustos de Vicky. El biógrafo Jerrold M. Packard cree que es probable que la «niña bonita, pero ansiosa y hosca, sintiera la decepción [de su madre] desde una edad temprana», exacerbando el abismo entre ellas.
Con el tiempo, se desarrolló una grieta entre los tres hijos mayores y las tres más pequeñas de la familia. Las muertes de los hermanos de Carlota, Segismundo y Waldemar, en 1866 y 1879, respectivamente, devastaron a la princesa heredera. El historiador John C. G. Röhl postula que los tres hijos mayores de Vicky «nunca podrían estar a la altura de [su] recuerdo idealizado de los dos príncipes muertos». La educación estricta que Vicky dio a los tres hijos mayores, Guillermo, Carlota y Enrique, no se repitió en su relación con sus tres hijas sobrevivientes más pequeñas, Victoria, Sofía y Margarita. Los hijos mayores, a su vez sintiendo la decepción de su madre, se resentían de la indulgencia de Vicky hacia sus hermanos más pequeños. El historiador John Van der Kiste especula que si Vicky hubiera mostrado el mismo nivel de aceptación con Carlota que con sus hijos menores, «la relación entre ellos podría haber sido más feliz».

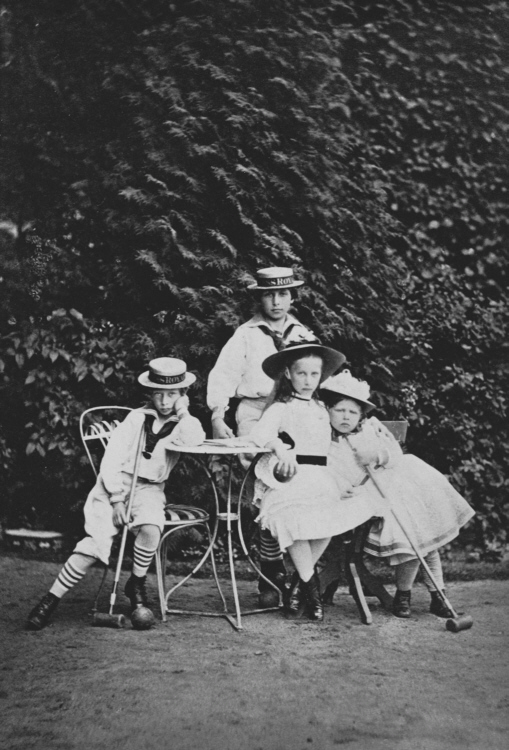
De pie el príncipe Guillermo, a su izquierda sentado el príncipe Enrique, a su derecha también sentada la princesa Carlota junto con la princesa Victoria (1870).

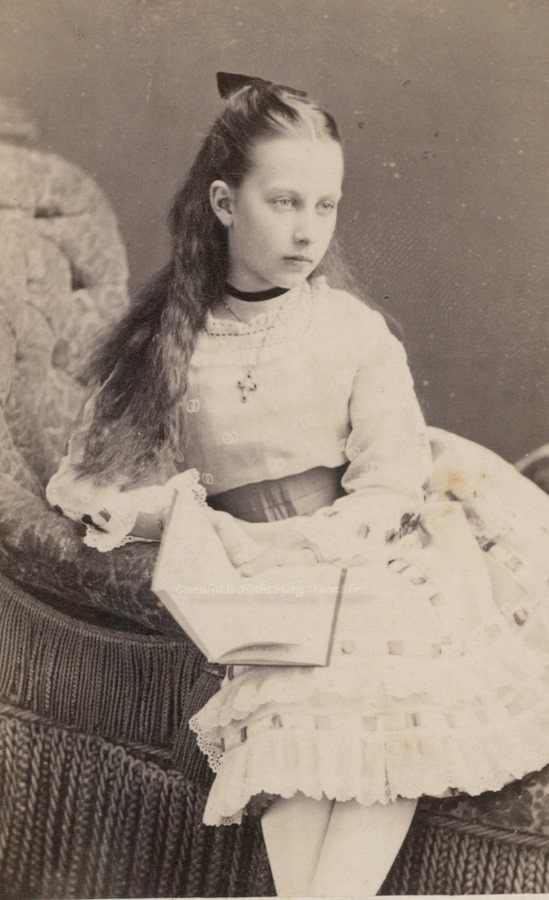
Cuando era niña (década de 1870).

Carlota era una de las favoritas de sus abuelos paternos, a quienes veía con frecuencia. El rey Guillermo y la reina Augusta malcriaron a su nieta y alentaron su rebelión contra el príncipe heredero y la princesa, y Carlota y su hermano frecuentemente se pusieron de su lado, en sus disputas con sus padres. Esta rebelión fue alentada incluso por el canciller alemán Otto von Bismarck, quien mantuvo desacuerdos políticos con el príncipe heredero y la princesa, a quienes consideraba liberales. Carlota también disfrutó de una estrecha relación con su hermano mayor, aunque se separaron después de su matrimonio, en 1881, con Augusta Victoria de Schleswig-Holstein (Dona), una princesa que Carlota describió como simple, ingenua y tímida. Como resultado, la relación de los hermanos fue problemática desde entonces.

## Compromiso y matrimonio

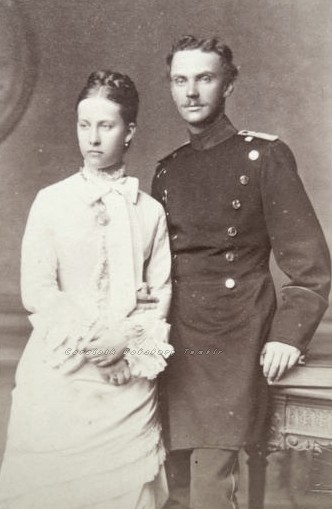
Carlota de Prusia con Bernardo de Sajonia-Meiningen en la época de su compromiso (1876).

Cuando cumplió los catorce años, fue descrita por Vicky como mucho más joven para su edad; escribió: «Carlota está en todo: salud, apariencia y comprensión, ¡como una niña de diez años!». La princesa tenía piernas cortas, que combinadas con una cintura y brazos largos, la hacían parecer alta cuando estaba sentada pero baja cuando estaba de pie. Sufrió problemas de salud importantes durante la mayor parte de su vida adulta; esto fue acompañado por un estado casi continuo de agitación mental y excitación salvaje, confundiendo a sus médicos. Sus muchos problemas de salud incluyeron reumatismo, dolores en las articulaciones, dolores de cabeza e insomnio.
A medida que crecía, su comportamiento llegó a incluir el coqueteo, difundir chismes maliciosos y causar problemas, rasgos que su madre había notado en la juventud de su hija, y que esperó en vano, fueran desapareciendo. Vicky la caracterizó como una «gatita pequeña que puede ser muy amorosa hasta tanto se le antoje algo». Ella creía que el «exterior bonito» de Carlota ocultaba «un carácter de rasgos peligrosos», y culpaba a la naturaleza por producir tales cualidades en su hija.
En abril de 1876, Carlota, que aún no cumplía dieciséis años, se comprometió con su primo segundo, el príncipe Bernardo, heredero del ducado alemán de Sajonia-Meiningen. Según una historia relatada por la biógrafa de Vicky, Hannah Pakula, Carlota se enamoró del príncipe mientras conducían con su hermano mayor; Guillermo aceleró durante el viaje, alarmando a Carlota y haciéndola aferrarse al brazo de Bernardo. Pakula agrega que esta repentina, pero temporal pasión probablemente encaja con la personalidad «cambiante» de Carlota. Van der Kiste cree que la decisión de casarse también surgió del deseo de independizarse de sus padres, y especialmente de las críticas de su madre.
El príncipe Bernardo, un oficial del ejército que servía en un regimiento de Potsdam, era nueve años mayor que ella y veterano de la reciente guerra franco-prusiana. Era también su pariente al ser bisnieto del rey Federico Guillermo III de Prusia. Aunque se lo consideraba de carácter débil, tenía muchos intereses intelectuales, particularmente en arqueología. Carlota no compartía estos intereses, pero Vicky esperaba que tanto el tiempo como el matrimonio, guiaran a Carlota de modo que «al menos sus malas cualidades no pudieran causar ningún daño». El compromiso duró casi un año, con Vicky preparando el ajuar de su hija. Se casaron en Berlín el 18 de febrero de 1878, en una doble ceremonia que también incluyó el matrimonio de la princesa Isabel Ana de Prusia con el gran duque heredero Federico Augusto de Oldenburgo. Los tíos maternos de Carlota, el príncipe de Gales y el duque de Connaught y Strathearn, asistieron a la boda, al igual que el rey Leopoldo II y la reina María Enriqueta de Bélgica.
La nueva pareja estableció su hogar cerca del Nuevo Palacio, en la Villa Liegnitz la cual anteriormente había sido habitada por Augusta von Harrach, la esposa morganática de Federico Guillermo III. También compraron una villa en Cannes, una decisión que enfureció a Guillermo, que veía a Francia como un país enemigo; Carlota eventualmente pasó la mayor parte de sus inviernos en la ciudad francesa, ya que esperaba que su clima cálido la ayudara a aliviar la mala salud que le aquejó de por vida.

### Nacimiento de Feodora
Un año después de su matrimonio, Carlota dio a luz a una hija, Feodora, el 12 de mayo de 1879. La niña fue la primera nieta de los príncipes herederos, así como la primera bisnieta de la reina Victoria. Carlota había odiado las limitaciones impuestas a ella durante el embarazo y decidió que este sería su único hijo, para consternación de su madre. Después del nacimiento, dedicó su tiempo a disfrutar la vida social en Berlín y embarcarse en largos viajes de vacaciones. Durante estos viajes, solía dejar a su hija con Vicky, a quien veía como una guardería conveniente. Feodora frecuentemente hacía largas visitas a Friedrichshof, la propiedad de su abuela materna; en una ocasión, Vicky observó que «es realmente una niña buena y mucho más fácil de manejar que su madre».
Entre las familias reales de la época, era inusual ser hijo único; Feodora probablemente sufrió una infancia solitaria. Al igual que su madre, padecía enfermedades y diversos dolores físicos, así como migrañas graves. También carecía de interés en sus estudios, un déficit atribuido por Vicky a la falta de orientación de los padres, ya que Carlota y Bernardo estaban frecuentemente fuera. Vicky comentó: «la atmósfera de su hogar no es la mejor para un niño de su edad... con Carlota como ejemplo, qué más se puede esperar».

## Edad adulta

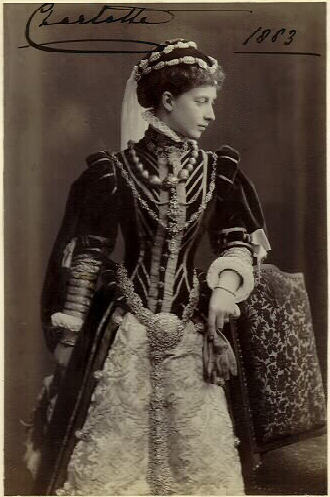
Vestida para una fiesta de disfraces (1883).

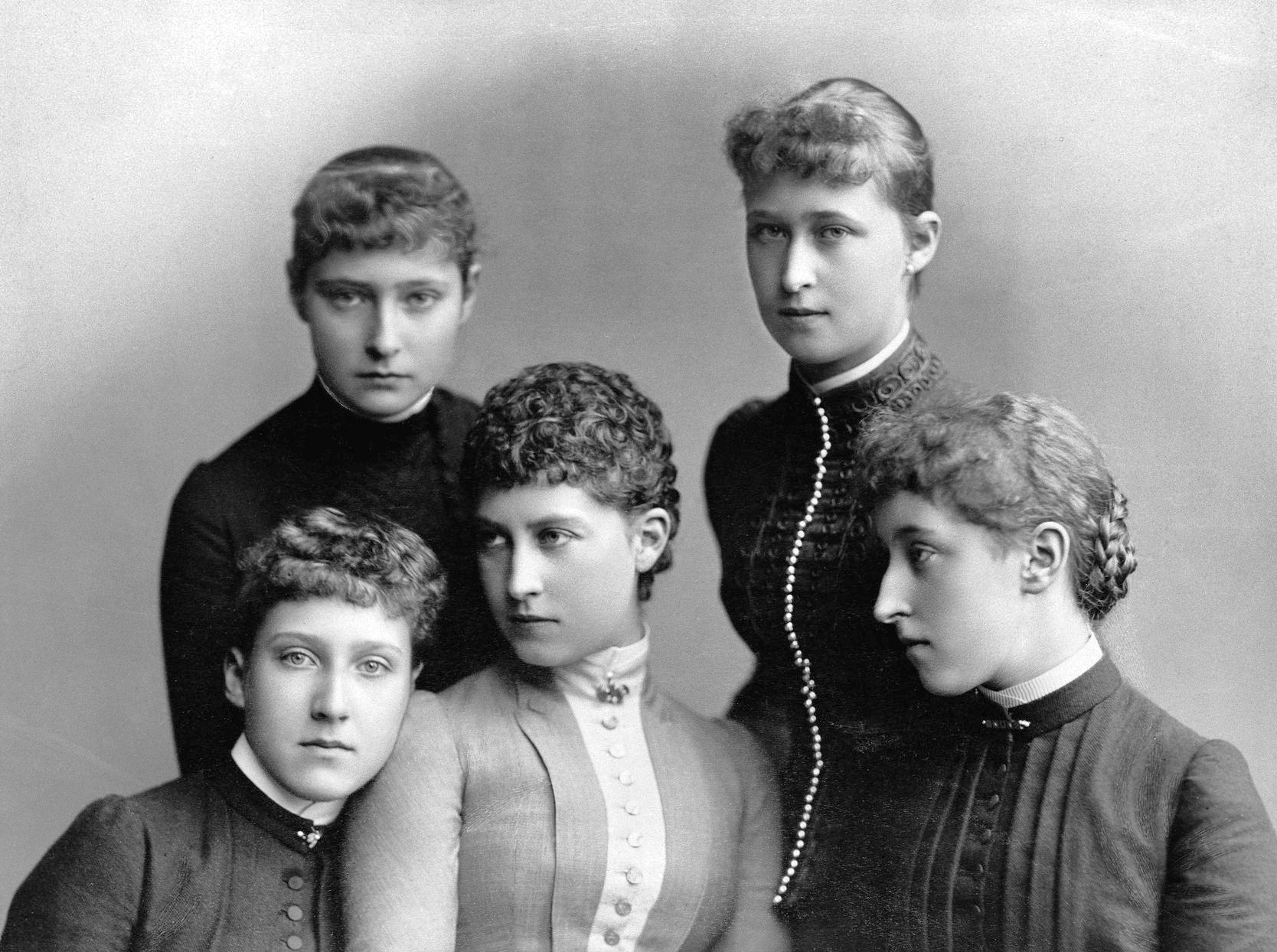
Carlota con sus primas; arriba a la izquierda y derecha Alix de Hesse-Darmstadt (futura zarina de Rusia) y su hermana la gran duquesa Isabel Feodorovna (nacida como Isabel de Hesse-Darmstadt), abajo a la izquierda y derecha las hermanas María Luisa y Elena Victoria de Schleswig-Holstein (1885).

Guillermo I le concedió a Carlota y Bernardo una villa cerca de Tiergarten en Berlín, y transfirió a Bernardo a un regimiento de la ciudad. Carlota pasaba gran parte de su tiempo socializando con otras mujeres, donde era común realizar actividades como patinar, cotillear y celebrar cenas. Era admirada por su sentido de la moda, ya que había importado toda su ropa de París, también fumaba y bebía y muchos la apreciaban por organizar fiestas entretenidas. Se ganó la reputación de chismosa, y muchos la encontraron de lengua ácida; era conocida por hacerse amiga de alguien y ganarse su confianza, sólo para difundir sus secretos a otros.
Su padre ascendió al trono alemán como el emperador Federico III en marzo de 1888, solo para sucumbir al cáncer de garganta en junio de ese año. Carlota acompañó a su padre enfermo durante este período, junto con la mayoría de sus hermanos. Con la ascensión de su hermano como Guillermo II, su influencia social aumentó en Berlín, donde se rodeó de un grupo salvaje de nobles, diplomáticos y jóvenes funcionarios de la corte. Si bien se había reconciliado gradualmente con su madre durante la enfermedad de Federico, Carlota se puso del lado de Guillermo, cuando se quejó de que él debió haber asistido al Jubileo de oro de la reina Victoria, en lugar de su padre enfermo. Tras la ascensión de Guillermo, Carlota y Bernardo se pusieron de su lado en disputas con Vicky; la emperatriz viuda a su vez, fue defendida por sus tres hijas más jóvenes. En una carta durante este período, Vicky caracterizó a su hija mayor como «la más extraña» y «apenas se acercaba a mí», y también describió a Bernardo como impertinente y grosero.

### Escándalo de las cartas

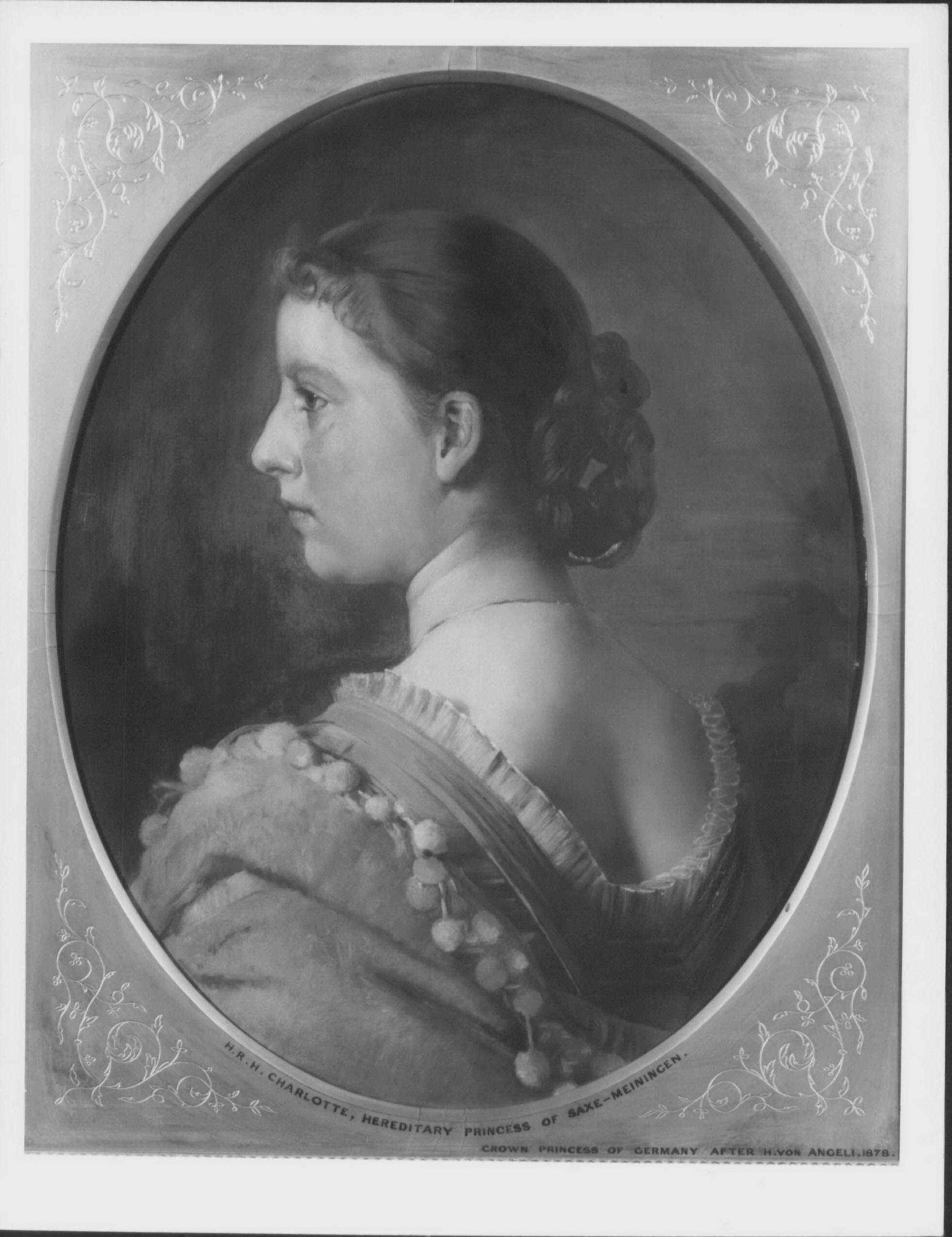
Pintura hecha por su madre (1875).

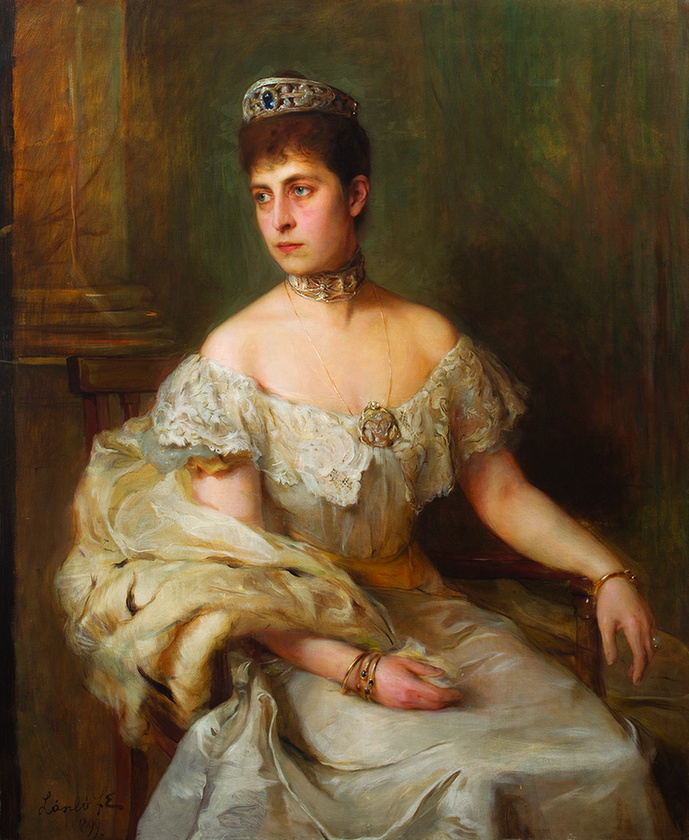
Retrato de Felipe de László (hacia 1890).

A principios de 1891, la sociedad berlinesa estalló en un escándalo, después de que una serie de cartas anónimas circularan entre miembros prominentes de la corte, incluidos Guillermo y su esposa Dona. Las cartas estaban escritas con la misma letra, y presentaban chismes lascivos, acusaciones e intrigas entre los poderosos de la corte. Algunos incluían imágenes pornográficas en capas, sobre fotografías reales. Se enviaron varios cientos de cartas, durante un período de cuatro años. Guillermo ordenó una investigación, pero el escritor (o escritores) nunca fueron identificados. Algunos contemporáneos especularon que Carlota, conocida por su lengua afilada y su amor por los chismes, podría haber sido la responsable. Desde entonces, los historiadores han sugerido que el escritor pudo haber sido el hermano de Dona, el duque Ernesto Gunter de Schleswig-Holstein, en colaboración con su amante. Está claro que el autor tenía un conocimiento íntimo de muchas personalidades dentro de la familia real, probablemente por ser miembro de esa familia o un cortesano.
Durante el escándalo de las cartas, Carlota perdió el diario personal que contenía tantísimos secretos familiares, así como pensamientos críticos sobre varios miembros de su familia; el diario finalmente se le entregó a Guillermo, quien nunca la perdonó por su contenido. Bernardo fue transferido a un regimiento en la tranquila ciudad de Breslau (actual Breslavia), exiliándolo efectivamente, tanto a él como a su esposa. Como administrador del dinero que le daba a Carlota como asignación, Guillermo también le limitó su capacidad de viajar fuera del país, a menos que estuvieran dispuestos a ir sin honores reales. En 1896, Dona acusó a Carlota de entablar un romance con Carlos Augusto Barón Roeder von Diersburg, un funcionario de la corte, ella negó ferozmente las acusaciones. Bernardo defendió a su esposa y criticó a los Hohenzollern por intentar mantener a todas las princesas prusianas bajo control. Bernardo consideró renunciar a su posición en el ejército, y partir con su esposa a Meiningen, aunque la disputa finalmente se resolvió cuando von Diersburg regresó a la corte con su esposa. Se consideró que el escándalo ya había dañado seriamente la reputación de la monarquía. A partir de 1893, los príncipes herederos establecieron su residencia principal en el Palacio Ducal de Meiningen, para que Bernardo pueda desempeñar más funciones públicas en el ducado, debido a que su padre, el gran duque Jorge II de Sajonia-Meiningen estaba con sordera y se alejó un poco del gobierno.

### Relaciones con Feodora

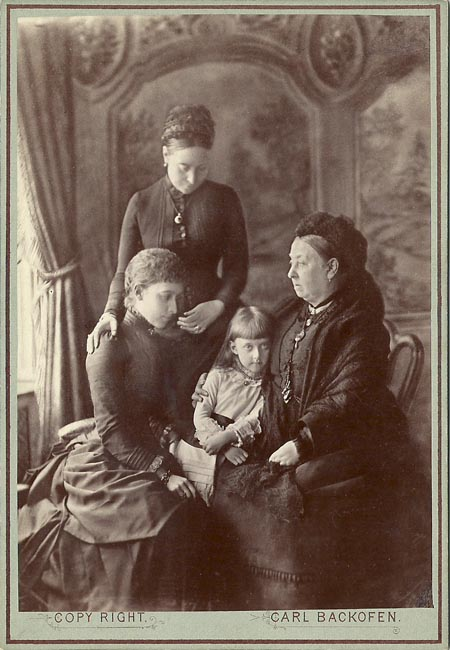
La reina Victoria a la derecha, flanqueada por su hija Victoria, princesa heredera de Prusia, su nieta Carlota, y con su brazo alrededor de su bisnieta, Feodora (abril de 1884).

A medida que Feodora crecía, varios pretendientes fueron considerados para el matrimonio. El príncipe exiliado Pedro Karađorđević, futuro Pedro I de Serbia, treinta y seis años mayor que ella, solicitó sin éxito su mano en matrimonio. Otro candidato potencial fue su primo Alfredo, príncipe hereditario de Sajonia-Coburgo y Gotha. A finales de 1897, Feodora se comprometió con el príncipe Enrique XXX de Reuss, y se casaron al año siguiente, el 24 de septiembre de 1898, en una ceremonia luterana en Breslau. El novio era quince años mayor que su novia, y capitán de un regimiento de Brunswick, pero ni rico ni particularmente de alto rango. Muchos miembros de la familia estaban conmocionados por el matrimonio, pero la emperatriz viuda, al menos estaba contenta de que su nieta pareciera feliz con su esposo.
Cuando a su marido se le confirieron misiones militares, Feodora viajó por toda Alemania. El matrimonio aun así, no mejoró las relaciones entre madre e hija. Después de una visita por la pareja en 1899, Carlota escribió que su hija era «incomprensible» y «se retrae, siempre que intento influirle, respecto de su salud y de su persona». Tampoco le gustaba su yerno, criticando su apariencia e incapacidad para controlar a su esposa de carácter fuerte. A diferencia de su madre, Feodora quería hijos; pero su incapacidad para concebir la dejó frustrada, aunque complació a Carlota, que no deseaba nietos.
Van der Kiste escribe que Carlota y Feodora tenían personalidades muy similares, «ambas criaturas de carácter fuerte que amaban los chismes y estaban demasiado listas para creer lo peor de la otra». Finalmente, su relación se deterioró lo suficiente como para que Carlota excluyera a su hija y yerno de su casa. Carlota se negó a aceptar la afirmación de Feodora de tener malaria, creyendo en cambio que su hija había contraído una enfermedad venérea de Enrique; esta opinión indignó a Feodora. Con los años, los miembros de la familia intentaron reparar la relación madre-hija, sin éxito. Carlota no le escribió a su hija durante casi una década (durante los cuáles se produjeron las muertes de su abuela la reina Victoria y su madre en 1901), finalmente lo hizo después de que Feodora se sometió a una operación peligrosa para ayudarla a concebir. Aunque expresó su indignación porque tal operación había sido aprobada, finalmente la visitó en la clínica, a pedido de su hija.

### Duquesa de Sajonia-Meiningen y muerte

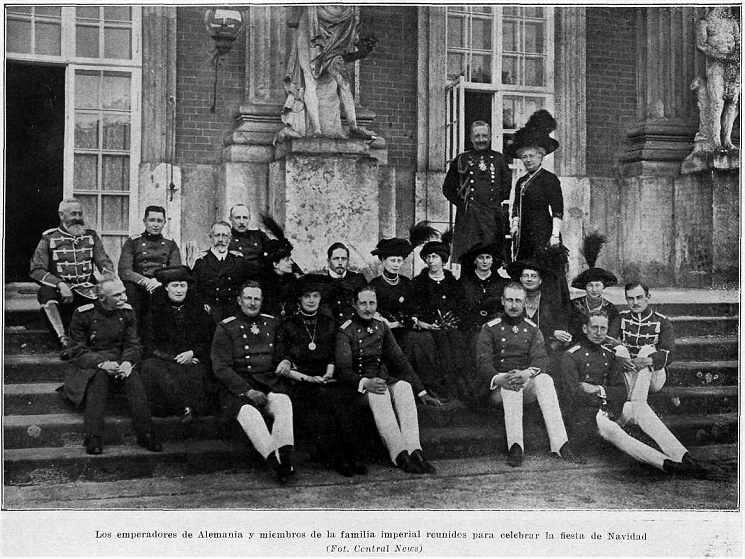
Reunión de la familia Imperial (1915).

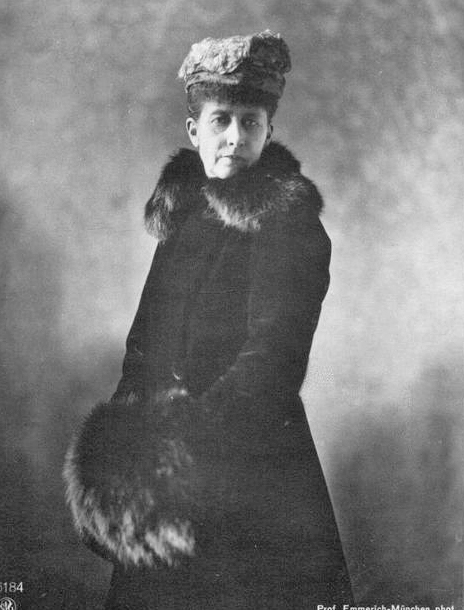
Carlota, duquesa de Sajonia-Meiningen (1917).

En junio de 1911, Carlota asistió a la coronación de su primo Jorge V en Inglaterra, pero el calor veraniego del país la dejó en cama, con la cara hinchada y dolor en las extremidades. El 25 de junio de 1914, su esposo heredó el ducado tras la muerte de su padre y se convirtió en Bernardo III, duque de Sajonia-Meiningen. Tres días después se produjo el atentado de Sarajevo y la Primera Guerra Mundial estalló el 28 de julio; Bernardo se fue al frente mientras Carlota se quedó en casa, para supervisar el ducado, sirviendo principalmente como figura decorativa. Durante la guerra, Carlota experimentó cada vez más dolores, incluidos los crónicos, piernas hinchadas y problemas renales. El grado del dolor se hizo tan intenso que el consumo de opio era el único tratamiento que la aliviaba.
El final de la guerra en 1918, condujo a la desaparición política del Imperio alemán, así como de todos sus reinos y numerosos ducados, grandes ducados y principados; en consecuencia Bernardo se vio obligado a abdicar de su dominio sobre Sajonia-Meiningen. Al año siguiente Carlota viajó a Baden-Baden para buscar tratamiento médico para su corazón, muriendo finalmente ahí en un sanatorio de un infarto agudo de miocardio el 1 de octubre de 1919, a la edad de 59 años. Al año siguiente sería enterrada en las cercanías del Palacio de Altenstein en Turingia. Bernardo murió casi nueve años después y fue enterrado junto a ella.

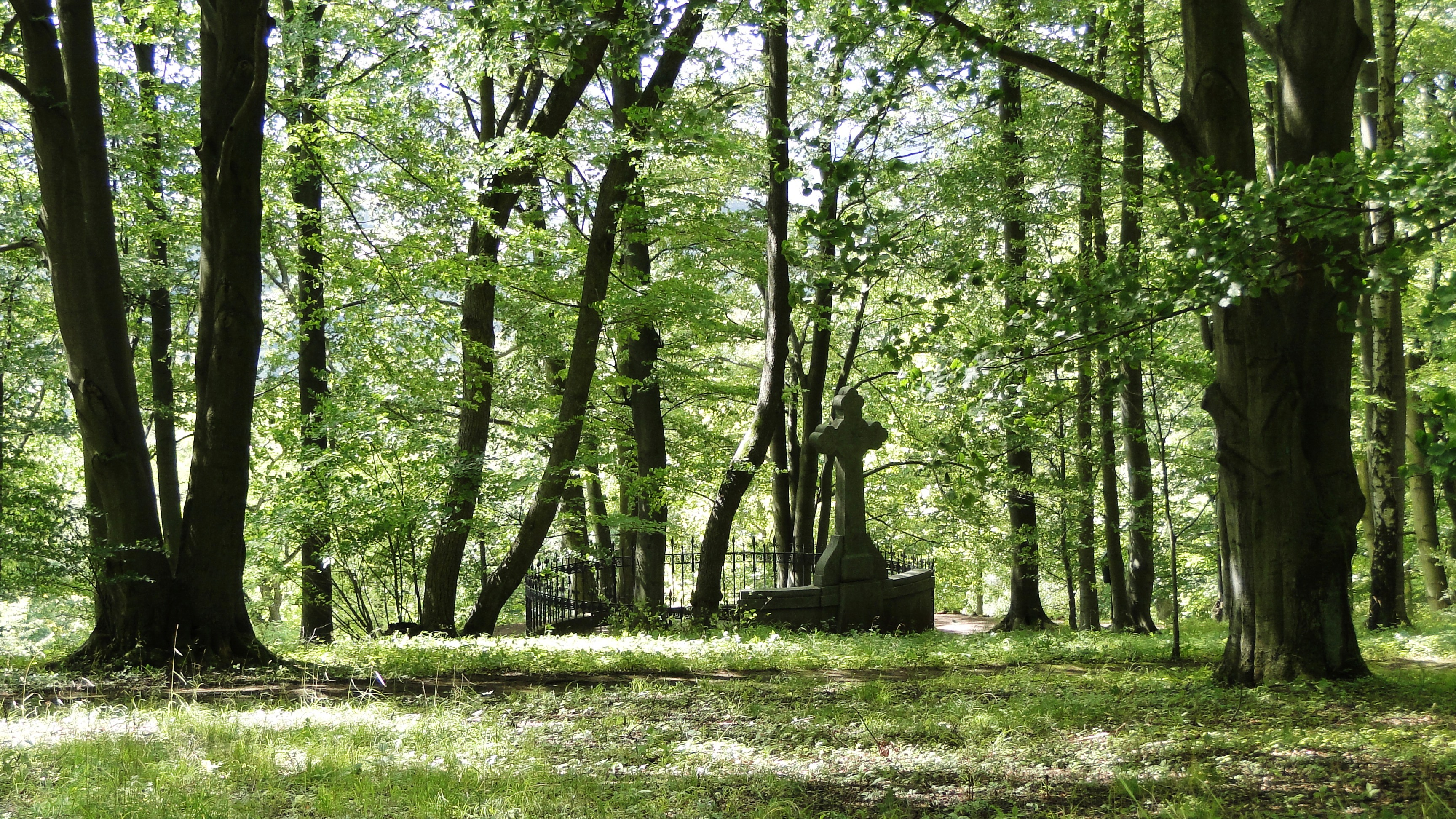
Sus tumbas.

## Análisis médicos
La mayoría de los historiadores sostienen que Carlota y Feodora sufrieron porfiria, una enfermedad genética que se cree que ha afectado a algunos miembros de la familia real británica, especialmente el rey Jorge III. En su libro de 1998, Purple Secret: Genes, 'Madness', and the Royal Houses of Europe (Secreto púrpura: genes, locura y las casas reales europeas), el historiador John C.G. Röhl, y los genetistas Martin Warren y David Hunt identifican a Carlota como «ocupando [una posición crucial] en [la] búsqueda de la mutación porfiria en los descendientes de los hannoverianos».
Para evidencia, Röhl revisó las cartas entre Carlota y su médico, así como la correspondencia con sus padres, que habían sido enviadas durante un período de 25 años; y descubrió que incluso cuando era niña, había sufrido hiperactividad e indigestión. Cuando era joven, se enfermó gravemente con lo que su madre llamó «intoxicación por malaria y anemia», seguido de «neuralgia, desmayos y náuseas», todo descrito por Röhl como una «lista de síntomas de porfiria en el libro de texto, y esto, varias décadas antes de que el trastorno fuera identificado clínicamente». Röhl también observa otros síntomas descritos en cartas entre Carlota y su médico Ernesto Schweninger, quien la trató durante más de dos décadas, a partir de principios de la década de 1890; en ellos, Carlota se queja de «dolor de muelas, dolor de espalda, insomnio, mareos, náuseas, estreñimiento, dolores abdominales e insoportables retortijones, edema y picazón en la piel, parálisis parcial de las piernas y orina de color rojo oscuro o anaranjado», el último de los cuales Röhl llama, el «síntoma diagnóstico decisivo».
En la década de 1990, un equipo dirigido por Röhl exhumó las tumbas de Carlota y Feodora, y tomó muestras de cada princesa para su análisis. Tanto en la madre como en su hija, los investigadores encontraron evidencia de una mutación relacionada con la porfiria; Si bien el equipo señala que no pueden estar «completamente seguros» de que esta mutación haya sido causada por la enfermedad genética, creen que está «fuera de discusión», basándose en la evidencia histórica y biológica. Agregan que muchos de los mismos síntomas se encontraron en la madre de Carlota, Vicky, así como en otros miembros de la familia, incluida la reina Victoria. Röhl, Warren y Hunt concluyen «...¿qué más podría haber causado sus terribles ataques de cojera y dolor abdominal y erupciones cutáneas, y en el caso de Carlota orina de color rojo oscuro?».

## Títulos y honores

### Títulos
| ● 24 de julio de 1860-18 de febrero de 1878: | Su alteza real la princesa Carlota de Prusia                                 |
| ● 18 de febrero de 1878-25 de junio de 1914: | Su alteza real la princesa heredera de Sajonia-Meiningen, princesa de Prusia |
| ● 25 de junio de 1914-1 de octubre de 1919:  | Su alteza real la duquesa de Sajonia-Meiningen                               |

### Honores
- Dama de primera clase de la Orden de Luisa (

 Reino de Prusia).
- Dama de la Orden de la Corona de la India ( Raj británico).
- Dama de segunda clase de la Real Orden de Victoria y Alberto.[18] ( Reino Unido)

## Ancestros
| \| \| \| \| \| \| \| \| \| \| \| \| \| \| \| \| \| \| \| \| 16. Federico Guillermo II, rey de Prusia \| \| \| \| \| \| \| \| \| \| \| \| \| \| \| \| \| \| \| \| \| \| \| \| \| \| \| \| \| \| \| \| \| \| \| \| \| \| \| \| \| \| \| \| \| \| \| \| \| \| \| \| \| \| 8. Federico Guillermo III, rey de Prusia \| \| \| \| \| \| \| \| \| \| \| \| \| \| \| \| \| \| \| \| \| \| \| \| \| \| \| \| \| \| \| \| \| \| \| \| \| \| \| \| \| \| \| \| \| \| \| \| \| \| \| \| \| \| 17. Landgravina Federica Luisa de Hesse-Darmstadt \| \| \| \| \| \| \| \| \| \| \| \| \| \| \| \| \| \| \| \| \| \| \| \| \| \| \| \| \| \| \| \| \| \| \| \| \| \| \| \| \| \| \| \| \| \| \| \| \| \| \| \| \| \| 4. Guillermo I, emperador alemán \| \| \| \| \| \| \| \| \| \| \| \| \| \| \| \| \| \| \| \| \| \| \| \| \| \| \| \| \| \| \| \| \| \| \| \| \| \| \| \| \| \| \| \| \| \| \| \| \| \| \| \| \| \| 18. Carlos II, gran duque de Mecklemburgo-Strelitz \| \| \| \| \| \| \| \| \| \| \| \| \| \| \| \| \| \| \| \| \| \| \| \| \| \| \| \| \| \| \| \| \| \| \| \| \| \| \| \| \| \| \| \| \| \| \| \| \| \| \| \| \| \| 9. Duquesa Luisa de Mecklemburgo-Strelitz \| \| \| \| \| \| \| \| \| \| \| \| \| \| \| \| \| \| \| \| \| \| \| \| \| \| \| \| \| \| \| \| \| \| \| \| \| \| \| \| \| \| \| \| \| \| \| \| \| \| \| \| \| \| 19. Princesa Federica de Hesse-Darmstadt \| \| \| \| \| \| \| \| \| \| \| \| \| \| \| \| \| \| \| \| \| \| \| \| \| \| \| \| \| \| \| \| \| \| \| \| \| \| \| \| \| \| \| \| \| \| \| \| \| \| \| \| \| \| 2. Federico III, emperador alemán \| \| \| \| \| \| \| \| \| \| \| \| \| \| \| \| \| \| \| \| \| \| \| \| \| \| \| \| \| \| \| \| \| \| \| \| \| \| \| \| \| \| \| \| \| \| \| \| \| \| \| \| \| \| 20. Carlos Augusto, gran duque de Sajonia-Weimar-Eisenach \| \| \| \| \| \| \| \| \| \| \| \| \| \| \| \| \| \| \| \| \| \| \| \| \| \| \| \| \| \| \| \| \| \| \| \| \| \| \| \| \| \| \| \| \| \| \| \| \| \| \| \| \| \| 10. Carlos Federico, gran duque de Sajonia-Weimar-Eisenach \| \| \| \| \| \| \| \| \| \| \| \| \| \| \| \| \| \| \| \| \| \| \| \| \| \| \| \| \| \| \| \| \| \| \| \| \| \| \| \| \| \| \| \| \| \| \| \| \| \| \| \| \| \| 21. Landgravina Luisa de Hesse-Darmstadt \| \| \| \| \| \| \| \| \| \| \| \| \| \| \| \| \| \| \| \| \| \| \| \| \| \| \| \| \| \| \| \| \| \| \| \| \| \| \| \| \| \| \| \| \| \| \| \| \| \| \| \| \| \| 5. Princesa Augusta de Sajonia-Weimar-Eisenach \| \| \| \| \| \| \| \| \| \| \| \| \| \| \| \| \| \| \| \| \| \| \| \| \| \| \| \| \| \| \| \| \| \| \| \| \| \| \| \| \| \| \| \| \| \| \| \| \| \| \| \| \| \| 22. Pablo I, zar de Rusia \| \| \| \| \| \| \| \| \| \| \| \| \| \| \| \| \| \| \| \| \| \| \| \| \| \| \| \| \| \| \| \| \| \| \| \| \| \| \| \| \| \| \| \| \| \| \| \| \| \| \| \| \| \| 11. Gran duquesa María Pávlovna de Rusia \| \| \| \| \| \| \| \| \| \| \| \| \| \| \| \| \| \| \| \| \| \| \| \| \| \| \| \| \| \| \| \| \| \| \| \| \| \| \| \| \| \| \| \| \| \| \| \| \| \| \| \| \| \| 23. Duquesa Sofía Dorotea de Wurtemberg \| \| \| \| \| \| \| \| \| \| \| \| \| \| \| \| \| \| \| \| \| \| \| \| \| \| \| \| \| \| \| \| \| \| \| \| \| \| \| \| \| \| \| \| \| \| \| \| \| \| \| \| \| \| 1. Princesa Carlota de Prusia \| \| \| \| \| \| \| \| \| \| \| \| \| \| \| \| \| \| \| \| \| \| \| \| \| \| \| \| \| \| \| \| \| \| \| \| \| \| \| \| \| \| \| \| \| \| \| \| \| \| \| \| \| \| 24. Francisco, duque de Sajonia-Coburgo-Saalfeld \| \| \| \| \| \| \| \| \| \| \| \| \| \| \| \| \| \| \| \| \| \| \| \| \| \| \| \| \| \| \| \| \| \| \| \| \| \| \| \| \| \| \| \| \| \| \| \| \| \| \| \| \| \| 12. Ernesto I, duque de Sajonia-Coburgo y Gotha \| \| \| \| \| \| \| \| \| \| \| \| \| \| \| \| \| \| \| \| \| \| \| \| \| \| \| \| \| \| \| \| \| \| \| \| \| \| \| \| \| \| \| \| \| \| \| \| \| \| \| \| \| \| 25. Condesa Augusta de Reuss-Ebersdorf \| \| \| \| \| \| \| \| \| \| \| \| \| \| \| \| \| \| \| \| \| \| \| \| \| \| \| \| \| \| \| \| \| \| \| \| \| \| \| \| \| \| \| \| \| \| \| \| \| \| \| \| \| \| 6. Príncipe Alberto de Sajonia-Coburgo y Gotha \| \| \| \| \| \| \| \| \| \| \| \| \| \| \| \| \| \| \| \| \| \| \| \| \| \| \| \| \| \| \| \| \| \| \| \| \| \| \| \| \| \| \| \| \| \| \| \| \| \| \| \| \| \| 26. Augusto, duque de Sajonia-Gotha-Altemburgo \| \| \| \| \| \| \| \| \| \| \| \| \| \| \| \| \| \| \| \| \| \| \| \| \| \| \| \| \| \| \| \| \| \| \| \| \| \| \| \| \| \| \| \| \| \| \| \| \| \| \| \| \| \| 13. Princesa Luisa de Sajonia-Gotha-Altemburgo \| \| \| \| \| \| \| \| \| \| \| \| \| \| \| \| \| \| \| \| \| \| \| \| \| \| \| \| \| \| \| \| \| \| \| \| \| \| \| \| \| \| \| \| \| \| \| \| \| \| \| \| \| \| 27. Duquesa Luisa Carlota de Mecklemburgo-Schwerin \| \| \| \| \| \| \| \| \| \| \| \| \| \| \| \| \| \| \| \| \| \| \| \| \| \| \| \| \| \| \| \| \| \| \| \| \| \| \| \| \| \| \| \| \| \| \| \| \| \| \| \| \| \| 3. Victoria, princesa real \| \| \| \| \| \| \| \| \| \| \| \| \| \| \| \| \| \| \| \| \| \| \| \| \| \| \| \| \| \| \| \| \| \| \| \| \| \| \| \| \| \| \| \| \| \| \| \| \| \| \| \| \| \| 28. Jorge III, rey del Reino Unido \| \| \| \| \| \| \| \| \| \| \| \| \| \| \| \| \| \| \| \| \| \| \| \| \| \| \| \| \| \| \| \| \| \| \| \| \| \| \| \| \| \| \| \| \| \| \| \| \| \| \| \| \| \| 14. Príncipe Eduardo, duque de Kent y Strathearn \| \| \| \| \| \| \| \| \| \| \| \| \| \| \| \| \| \| \| \| \| \| \| \| \| \| \| \| \| \| \| \| \| \| \| \| \| \| \| \| \| \| \| \| \| \| \| \| \| \| \| \| \| \| 29. Duquesa Carlota de Mecklemburgo-Strelitz \| \| \| \| \| \| \| \| \| \| \| \| \| \| \| \| \| \| \| \| \| \| \| \| \| \| \| \| \| \| \| \| \| \| \| \| \| \| \| \| \| \| \| \| \| \| \| \| \| \| \| \| \| \| 7. Victoria, reina del Reino Unido \| \| \| \| \| \| \| \| \| \| \| \| \| \| \| \| \| \| \| \| \| \| \| \| \| \| \| \| \| \| \| \| \| \| \| \| \| \| \| \| \| \| \| \| \| \| \| \| \| \| \| \| \| \| 30. Francisco, duque de Sajonia-Coburgo-Saalfeld (= 24) \| \| \| \| \| \| \| \| \| \| \| \| \| \| \| \| \| \| \| \| \| \| \| \| \| \| \| \| \| \| \| \| \| \| \| \| \| \| \| \| \| \| \| \| \| \| \| \| \| \| \| \| \| \| 15. Princesa Victoria de Sajonia-Coburgo-Saalfeld \| \| \| \| \| \| \| \| \| \| \| \| \| \| \| \| \| \| \| \| \| \| \| \| \| \| \| \| \| \| \| \| \| \| \| \| \| \| \| \| \| \| \| \| \| \| \| \| \| \| \| \| \| \| 31. Condesa Augusta de Reuss-Ebersdorf (= 25) \| \| \| \| \| \| \| \| \| \| \| \| \| \| \| \| \| \| \| \| \| \| \| \| \| \| \| \| \| \| \| \| \| \| \| \| \| \| \| \| \| \| \| \| \| \| \| \| \| \| \| \| |                                                            |  |  |  |  |  |  |  |  |  |  |  |  |  |  |  |
| |                                                            |  |  |  |  |  |  |  |  |  |  |  |  |  |  |  |
| | 16. Federico Guillermo II, rey de Prusia                   |  |  |  |  |  |  |  |  |  |  |  |  |  |  |  |
| |                                                            |  |  |  |  |  |  |  |  |  |  |  |  |  |  |  |
| |                                                            |  |  |  |  |  |  |  |  |  |  |  |  |  |  |  |
| | 8. Federico Guillermo III, rey de Prusia                   |  |  |  |  |  |  |  |  |  |  |  |  |  |  |  |
| |                                                            |  |  |  |  |  |  |  |  |  |  |  |  |  |  |  |
| |                                                            |  |  |  |  |  |  |  |  |  |  |  |  |  |  |  |
| | 17. Landgravina Federica Luisa de Hesse-Darmstadt          |  |  |  |  |  |  |  |  |  |  |  |  |  |  |  |
| |                                                            |  |  |  |  |  |  |  |  |  |  |  |  |  |  |  |
| |                                                            |  |  |  |  |  |  |  |  |  |  |  |  |  |  |  |
| | 4. Guillermo I, emperador alemán                           |  |  |  |  |  |  |  |  |  |  |  |  |  |  |  |
| |                                                            |  |  |  |  |  |  |  |  |  |  |  |  |  |  |  |
| |                                                            |  |  |  |  |  |  |  |  |  |  |  |  |  |  |  |
| | 18. Carlos II, gran duque de Mecklemburgo-Strelitz         |  |  |  |  |  |  |  |  |  |  |  |  |  |  |  |
| |                                                            |  |  |  |  |  |  |  |  |  |  |  |  |  |  |  |
| |                                                            |  |  |  |  |  |  |  |  |  |  |  |  |  |  |  |
| | 9. Duquesa Luisa de Mecklemburgo-Strelitz                  |  |  |  |  |  |  |  |  |  |  |  |  |  |  |  |
| |                                                            |  |  |  |  |  |  |  |  |  |  |  |  |  |  |  |
| |                                                            |  |  |  |  |  |  |  |  |  |  |  |  |  |  |  |
| | 19. Princesa Federica de Hesse-Darmstadt                   |  |  |  |  |  |  |  |  |  |  |  |  |  |  |  |
| |                                                            |  |  |  |  |  |  |  |  |  |  |  |  |  |  |  |
| |                                                            |  |  |  |  |  |  |  |  |  |  |  |  |  |  |  |
| | 2. Federico III, emperador alemán                          |  |  |  |  |  |  |  |  |  |  |  |  |  |  |  |
| |                                                            |  |  |  |  |  |  |  |  |  |  |  |  |  |  |  |
| |                                                            |  |  |  |  |  |  |  |  |  |  |  |  |  |  |  |
| | 20. Carlos Augusto, gran duque de Sajonia-Weimar-Eisenach  |  |  |  |  |  |  |  |  |  |  |  |  |  |  |  |
| |                                                            |  |  |  |  |  |  |  |  |  |  |  |  |  |  |  |
| |                                                            |  |  |  |  |  |  |  |  |  |  |  |  |  |  |  |
| | 10. Carlos Federico, gran duque de Sajonia-Weimar-Eisenach |  |  |  |  |  |  |  |  |  |  |  |  |  |  |  |
| |                                                            |  |  |  |  |  |  |  |  |  |  |  |  |  |  |  |
| |                                                            |  |  |  |  |  |  |  |  |  |  |  |  |  |  |  |
| | 21. Landgravina Luisa de Hesse-Darmstadt                   |  |  |  |  |  |  |  |  |  |  |  |  |  |  |  |
| |                                                            |  |  |  |  |  |  |  |  |  |  |  |  |  |  |  |
| |                                                            |  |  |  |  |  |  |  |  |  |  |  |  |  |  |  |
| | 5. Princesa Augusta de Sajonia-Weimar-Eisenach             |  |  |  |  |  |  |  |  |  |  |  |  |  |  |  |
| |                                                            |  |  |  |  |  |  |  |  |  |  |  |  |  |  |  |
| |                                                            |  |  |  |  |  |  |  |  |  |  |  |  |  |  |  |
| | 22. Pablo I, zar de Rusia                                  |  |  |  |  |  |  |  |  |  |  |  |  |  |  |  |
| |                                                            |  |  |  |  |  |  |  |  |  |  |  |  |  |  |  |
| |                                                            |  |  |  |  |  |  |  |  |  |  |  |  |  |  |  |
| | 11. Gran duquesa María Pávlovna de Rusia                   |  |  |  |  |  |  |  |  |  |  |  |  |  |  |  |
| |                                                            |  |  |  |  |  |  |  |  |  |  |  |  |  |  |  |
| |                                                            |  |  |  |  |  |  |  |  |  |  |  |  |  |  |  |
| | 23. Duquesa Sofía Dorotea de Wurtemberg                    |  |  |  |  |  |  |  |  |  |  |  |  |  |  |  |
| |                                                            |  |  |  |  |  |  |  |  |  |  |  |  |  |  |  |
| |                                                            |  |  |  |  |  |  |  |  |  |  |  |  |  |  |  |
| | 1. Princesa Carlota de Prusia                              |  |  |  |  |  |  |  |  |  |  |  |  |  |  |  |
| |                                                            |  |  |  |  |  |  |  |  |  |  |  |  |  |  |  |
| |                                                            |  |  |  |  |  |  |  |  |  |  |  |  |  |  |  |
| | 24. Francisco, duque de Sajonia-Coburgo-Saalfeld           |  |  |  |  |  |  |  |  |  |  |  |  |  |  |  |
| |                                                            |  |  |  |  |  |  |  |  |  |  |  |  |  |  |  |
| |                                                            |  |  |  |  |  |  |  |  |  |  |  |  |  |  |  |
| | 12. Ernesto I, duque de Sajonia-Coburgo y Gotha            |  |  |  |  |  |  |  |  |  |  |  |  |  |  |  |
| |                                                            |  |  |  |  |  |  |  |  |  |  |  |  |  |  |  |
| |                                                            |  |  |  |  |  |  |  |  |  |  |  |  |  |  |  |
| | 25. Condesa Augusta de Reuss-Ebersdorf                     |  |  |  |  |  |  |  |  |  |  |  |  |  |  |  |
| |                                                            |  |  |  |  |  |  |  |  |  |  |  |  |  |  |  |
| |                                                            |  |  |  |  |  |  |  |  |  |  |  |  |  |  |  |
| | 6. Príncipe Alberto de Sajonia-Coburgo y Gotha             |  |  |  |  |  |  |  |  |  |  |  |  |  |  |  |
| |                                                            |  |  |  |  |  |  |  |  |  |  |  |  |  |  |  |
| |                                                            |  |  |  |  |  |  |  |  |  |  |  |  |  |  |  |
| | 26. Augusto, duque de Sajonia-Gotha-Altemburgo             |  |  |  |  |  |  |  |  |  |  |  |  |  |  |  |
| |                                                            |  |  |  |  |  |  |  |  |  |  |  |  |  |  |  |
| |                                                            |  |  |  |  |  |  |  |  |  |  |  |  |  |  |  |
| | 13. Princesa Luisa de Sajonia-Gotha-Altemburgo             |  |  |  |  |  |  |  |  |  |  |  |  |  |  |  |
| |                                                            |  |  |  |  |  |  |  |  |  |  |  |  |  |  |  |
| |                                                            |  |  |  |  |  |  |  |  |  |  |  |  |  |  |  |
| | 27. Duquesa Luisa Carlota de Mecklemburgo-Schwerin         |  |  |  |  |  |  |  |  |  |  |  |  |  |  |  |
| |                                                            |  |  |  |  |  |  |  |  |  |  |  |  |  |  |  |
| |                                                            |  |  |  |  |  |  |  |  |  |  |  |  |  |  |  |
| | 3. Victoria, princesa real                                 |  |  |  |  |  |  |  |  |  |  |  |  |  |  |  |
| |                                                            |  |  |  |  |  |  |  |  |  |  |  |  |  |  |  |
| |                                                            |  |  |  |  |  |  |  |  |  |  |  |  |  |  |  |
| | 28. Jorge III, rey del Reino Unido                         |  |  |  |  |  |  |  |  |  |  |  |  |  |  |  |
| |                                                            |  |  |  |  |  |  |  |  |  |  |  |  |  |  |  |
| |                                                            |  |  |  |  |  |  |  |  |  |  |  |  |  |  |  |
| | 14. Príncipe Eduardo, duque de Kent y Strathearn           |  |  |  |  |  |  |  |  |  |  |  |  |  |  |  |
| |                                                            |  |  |  |  |  |  |  |  |  |  |  |  |  |  |  |
| |                                                            |  |  |  |  |  |  |  |  |  |  |  |  |  |  |  |
| | 29. Duquesa Carlota de Mecklemburgo-Strelitz               |  |  |  |  |  |  |  |  |  |  |  |  |  |  |  |
| |                                                            |  |  |  |  |  |  |  |  |  |  |  |  |  |  |  |
| |                                                            |  |  |  |  |  |  |  |  |  |  |  |  |  |  |  |
| | 7. Victoria, reina del Reino Unido                         |  |  |  |  |  |  |  |  |  |  |  |  |  |  |  |
| |                                                            |  |  |  |  |  |  |  |  |  |  |  |  |  |  |  |
| |                                                            |  |  |  |  |  |  |  |  |  |  |  |  |  |  |  |
| | 30. Francisco, duque de Sajonia-Coburgo-Saalfeld (= 24)    |  |  |  |  |  |  |  |  |  |  |  |  |  |  |  |
| |                                                            |  |  |  |  |  |  |  |  |  |  |  |  |  |  |  |
| |                                                            |  |  |  |  |  |  |  |  |  |  |  |  |  |  |  |
| | 15. Princesa Victoria de Sajonia-Coburgo-Saalfeld          |  |  |  |  |  |  |  |  |  |  |  |  |  |  |  |
| |                                                            |  |  |  |  |  |  |  |  |  |  |  |  |  |  |  |
| |                                                            |  |  |  |  |  |  |  |  |  |  |  |  |  |  |  |
| | 31. Condesa Augusta de Reuss-Ebersdorf (= 25)              |  |  |  |  |  |  |  |  |  |  |  |  |  |  |  |
| |                                                            |  |  |  |  |  |  |  |  |  |  |  |  |  |  |  |
| |                                                            |  |  |  |  |  |  |  |  |  |  |  |  |  |  |  |

| Predecesor: Feodora de Hohenlohe-Langenburg | Duquesa consorte de Sajonia-Meiningen 25 de junio de 1914 - 10 de noviembre de 1918 | Sucesor: Ninguno (abolición de la monarquía) |